# 热塞阿巴
热塞阿巴是巴西米纳斯吉拉斯州的一个市镇。总面积235.603平方公里，总人口5892人，人口密度25人/平方公里。